# ジョージ・アカロフ
ジョージ・アーサー・アカロフ（George Arthur Akerlof、1940年6月17日 - ）は、アメリカ合衆国の経済学者。カリフォルニア大学バークレー校経済学教授。2001年ノーベル経済学賞受賞。2006年アメリカ経済学会会長。

## 略歴
- 1940年 アカロフはコネチカット州ニューヘイブンに生まれる。
- ニュージャージー州のローレンスビル・スクールで学ぶ。
- 1962年 イェール大学で学士号（B.A.）を取得する。
- 1966年 マサチューセッツ工科大学（MIT）で博士号（Ph.D.）を取得する。
- 1966年 - 1970年 カリフォルニア大学バークレー校で助教授となる。
- 1970年 - 1977年 カリフォルニア大学バークレー校で准教授となる。
- 1973年 - 1974年 経済諮問委員会のシニアスタッフ・エコノミストとなる。
- 1977年 - 1978年 カリフォルニア大学バークレー校で教授となる。
- 1978年 - 1980年 ロンドン・スクール・オブ・エコノミクスで教授（Cassel Professor with respect to Money and Banking）となる。
- 1980年 - 現在 カリフォルニア大学バークレー校でふたたび教授を務める。
- 1994年 - 現在 ブルッキングス研究所のシニアフェローとなる。

## 栄誉・受賞
- グッゲンハイム・フェローシップをうける。
- フルブライト・フェローシップをうける。
- 計量経済学会のフェローとなる。
- 政策改革研究所のフェローとなる。
- 全米経済研究所（NBER）の理事となる。
- 経済活動ブルッキングス・パネルのシニアアドバイザーとなる。
- 1985年　アメリカ芸術科学アカデミーのフェローに選ばれる。
- 1994年　カリフォルニア大学バークレー校から「最良卒業生アドバイザー賞」を受賞する。
- 2001年　ノーベル経済学賞を受ける。
- 2006年　アメリカ経済学会の会長を務める。

## 人物
- 父親はスウェーデン人、母親はユダヤ系でドイツ系のアメリカ人である。
- 母方のカリフォルニア州オークランド出身の曾祖父と祖父共にバークレー校の卒業生である。
- また、妻のジャネット・イエレンは同じくバークレー校経済学教授であり、クリントン政権時代にアメリカ大統領経済諮問委員会委員長を務めたほか、2004年から2010年までサンフランシスコ連邦準備銀行総裁、2010年からは連邦準備制度理事会（FRB）副議長、2014年からは女性として初めてFRB議長、2021年からは財務長官を務めるなど実務でも活躍している。

## 業績
- レモン市場に関する研究で有名であり、情報の非対称性に関する研究でマイケル・スペンス、ジョセフ・E・スティグリッツ等と2001年ノーベル経済学賞を受賞した。

## 著書
（日本語翻訳）
- （ロバート・シラーと共著）『不道徳な見えざる手』、山形浩生訳、東洋経済新報社、2017年
- （レイチェル・E・クラントンと共著）、『アイデンティティ経済学』、山形浩生・守岡桜共訳、東洋経済新報社、2011年
- （ロバート・シラーと共著）『アニマルスピリット』、山形浩生訳、東洋経済新報社、2009年
- 『ある理論経済学者のお話の本』、幸村千佳良・井上桃子共訳、ハーベスト社、1995年

（原書）
- Akerlof, George A., and Robert J. Shiller. 　Phishing for Phools: The Economics of Manipulation and Deception, Princeton, New Jersey: Princeton University Press, 2015.
- Akerlof, George A., and Rachel E. Kranton. 　Identity Economics: How Our Identities Shape Our Work, Wages, and Well-Being, Princeton, New Jersey: Princeton University Press, 2010.
- Akerlof, George A. and Robert J. Shiller.  Animal Spirits: How Human Psychology Drives the Economy, and Why It Matters for Global Capitalism. Princeton, New Jersey: Princeton University Press, 2009.
- Akerlof, George A.  Explorations in Pragmatic Economics, Oxford University Press, 2005.
- Akerlof, George A., and Janet Yellen（妻）.  Efficiency Wage Models of the Labor Market. Orlando, Fla.: Academic Press, 1986.
- Akerlof, George A.  An Economic Theorist's Book of Tales: Essays that Entertain the Consequences of New Assumptions in Economic Theory, Cambridge University Press, 1984.
- Akerlof, George A., Romer, Paul M.,Hall, Robert E., Mankiw N. Gregory Brookings Papers on Economic Activity, "Looting: The Economic Underworld of Bankruptcy for Profit" Vol. 1993, No. 2 , 1993.